# Cathartidae
Los catártidos (Cathartidae, que proviene del vocablo griego kathartes, que significa 'los que limpian') son una familia de aves del orden Cathartiformes conocidas vulgarmente como buitres americanos o buitres del Nuevo Mundo. Incluye siete especies que se encuentran distribuidas por casi toda América. Se alimentan de carroña, a veces de vegetales y de pequeños animales vivos. No están directamente emparentados con los buitres del Viejo Mundo, también carroñeros, aunque se parecen mucho debido a la evolución convergente. Los urubúes, auras o zopilotes, nombres comunes del género Cathartes figuran entre las muy pocas aves con un buen sentido del olfato.

## Posición taxonómica
Hasta la década de 1990, los buitres americanos han sido considerados tradicionalmente como miembros del orden Falconiformes. Sin embargo, a finales del siglo XX algunos ornitólogos argumentaron que los catártidos están más estrechamente emparentados con las cigüeñas, en base al cariotipo, datos morfológicos, y comportamiento.  Por lo tanto algunas autoridades los colocan en el orden Ciconiiformes junto con las cigüeñas y garzas; Esta posición ha sido cuestionada como una simplificación desmesurada. Se comprobó también que un estudio inicial de la secuencia de ADN estaba basado en datos erróneos y fue posteriormente retirado.
En consecuencia, existe una tendencia reciente de colocar los buitres americanos en el orden de los Cathartiformes, un orden independiente que no está estrechamente emparentado ni con las aves de rapiña ni con las cigüeñas o garzas. Eso es el caso con la lista provisional de aves de América del Sur de la AOU, que coloca la familia Cathartidae en el orden de los Cathartiformes.
En 2007, la Comisión de Clasificación Norteamericana (NACC) de la American Ornithologists' Union (AOU) colocó la familia Cathartidae de nuevo en el orden Falconiformes, señalando que se trata de un taxón "que está, probablemente, fuera de lugar en el listado filogenético actual, pero aún no hay datos disponibles que indiquen la colocación correcta".
Sin embargo, estudios recientes de ADN sobre las relaciones evolutivas entre los grupos de aves sugieren que los Cathartidae están emparentados con las aves de presa y que ambos grupos de aves tienen que ser parte de un nuevo orden, el de los Accipitriformes, una posición que fue adoptada en 2010 por la Comisión de Clasificación Norteamericana de la AOU. Está posición es compartida por el Congreso Ornitológico Internacional.

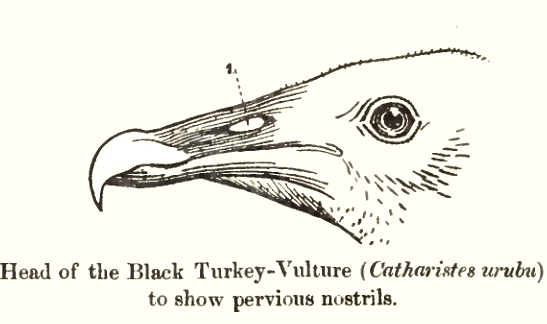
Es típica de la familia una fosa nasal abierta.

## Géneros y especies
La familia Cathartidae incluye siete especies repartidas en cinco géneros.
Incluye a los dos cóndores (Vultur gryphus y Gymnogyps californianus) y a cinco especies no tan grandes que se llaman zopilotes (México y Centroamérica), gallinazos (Ecuador y Perú) gualas (Colombia y Ecuador), chulos o zamuros (Honduras y Venezuela), auras (islas del Mar Caribe y también en México, al menos en el uso científico), y jotes (Argentina, Chile y Uruguay).
Género Cathartes

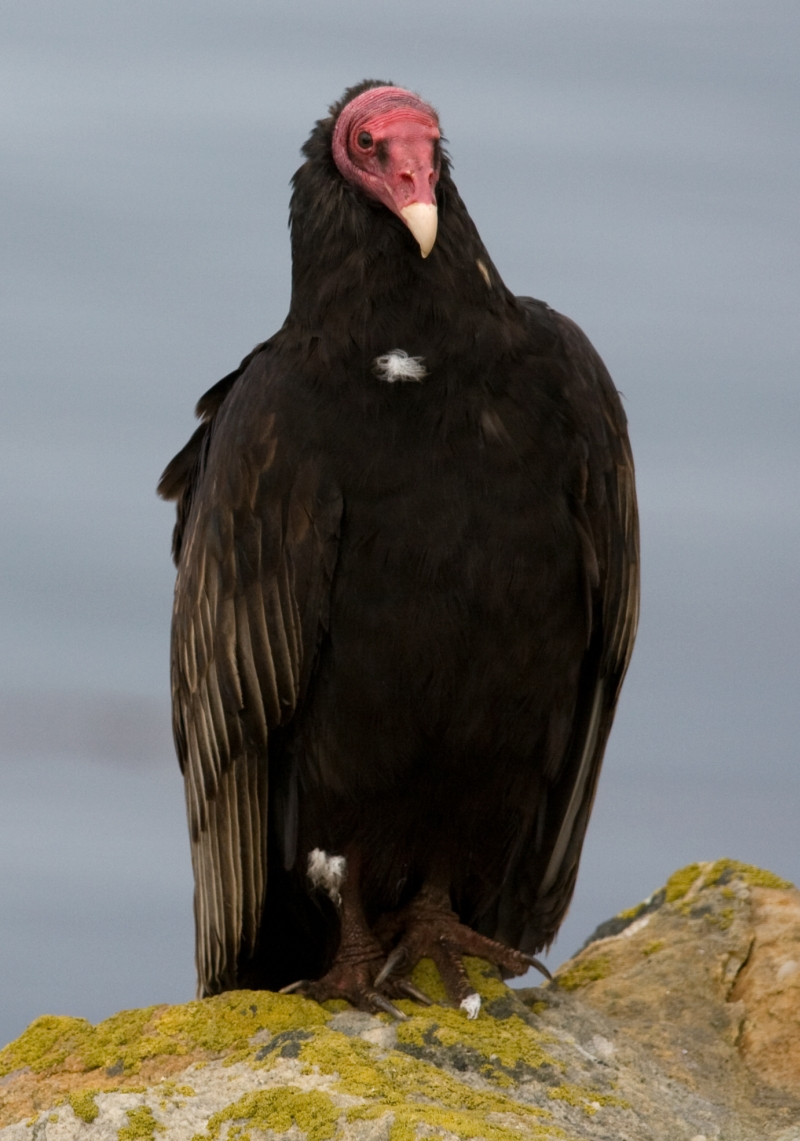
Cathartes aura, aura gallipavo

- Cathartes aura - aura gallipavo;[19] aura; jote de cabeza colorada; gallinazo, zopilote o urubú de cabeza roja.
- Cathartes burrovianus - aura sabanera;[19] zamuro; jote, gallinazo cabeciamarillo menor o urubú de cabeza amarilla.
- Cathartes melambrotus - aura selvática;[19] zamuro; jote, gallinazo cabeciamarillo mayor; urubú de la selva o urubú grande de cabeza amarilla.

Género Coragyps

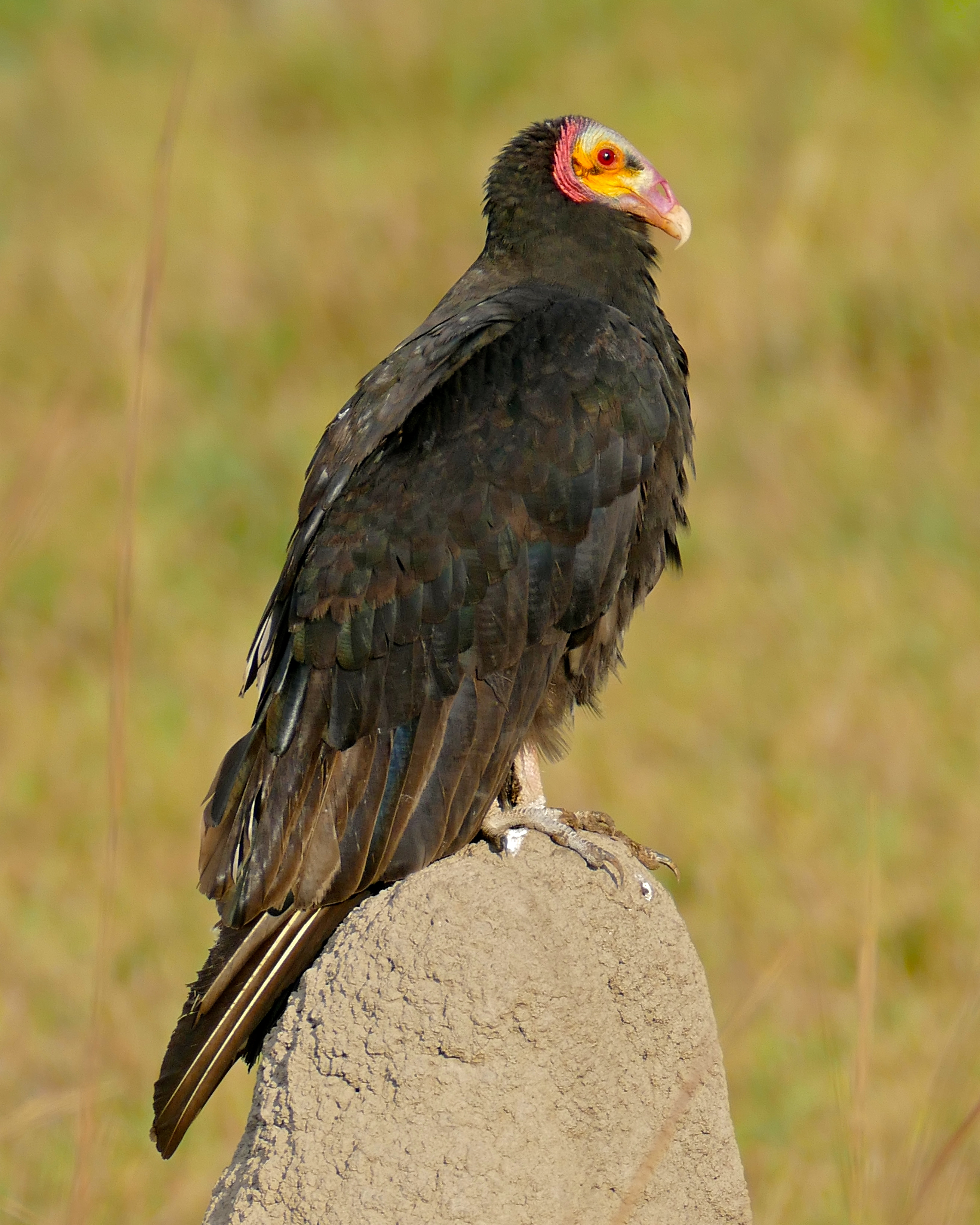
Cathartes burrovianus, aura sabanera.

- Coragyps atratus - chulo,[19] zopilote negro, gallinazo negro, zopilote, urubú de cabeza negra o jote de cabeza negra.

Género Gymnogyps

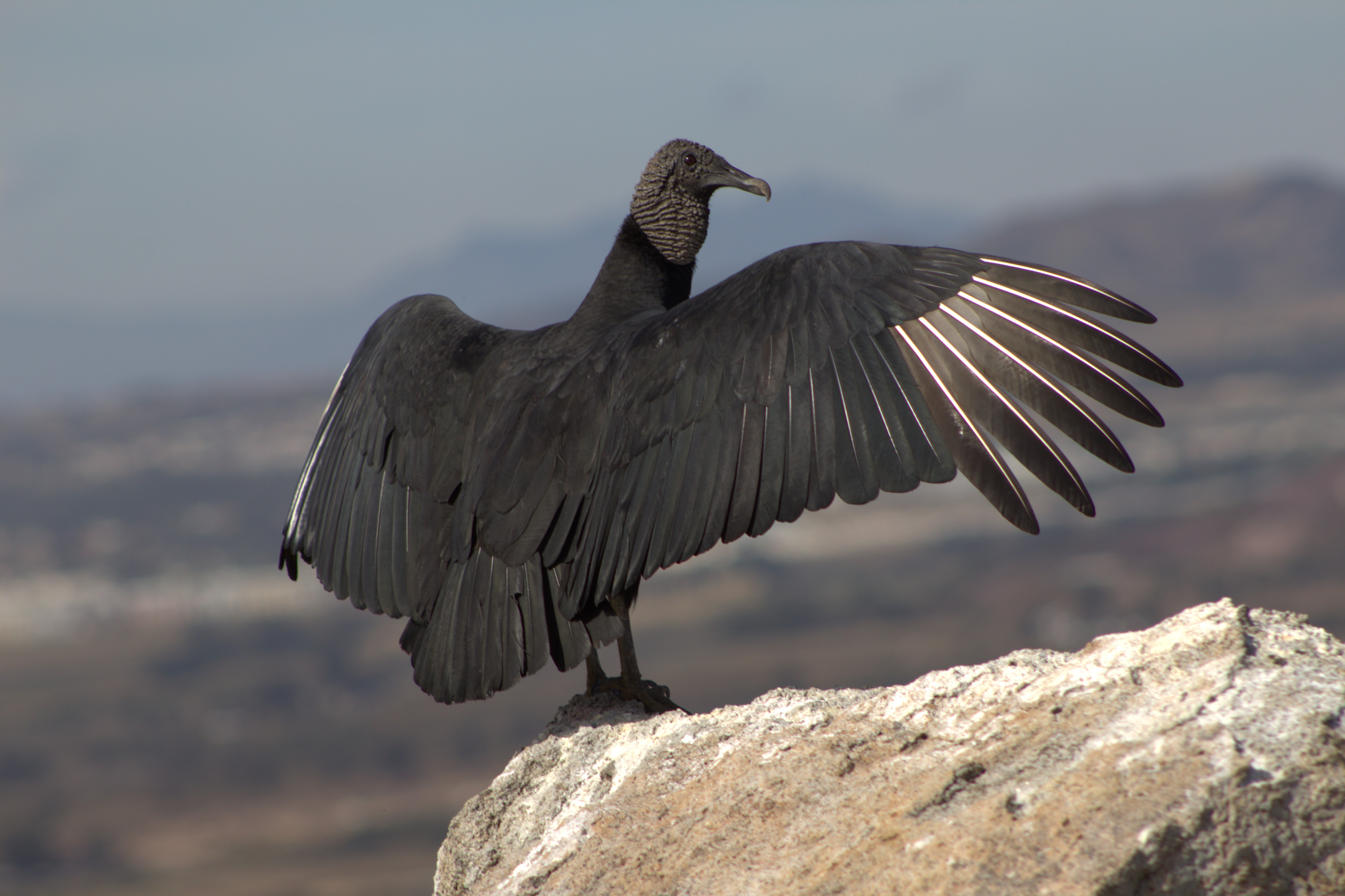
Coragyps atratus, zopilote negro.

- Gymnogyps californianus - cóndor californiano.[19]

Género Sarcoramphus

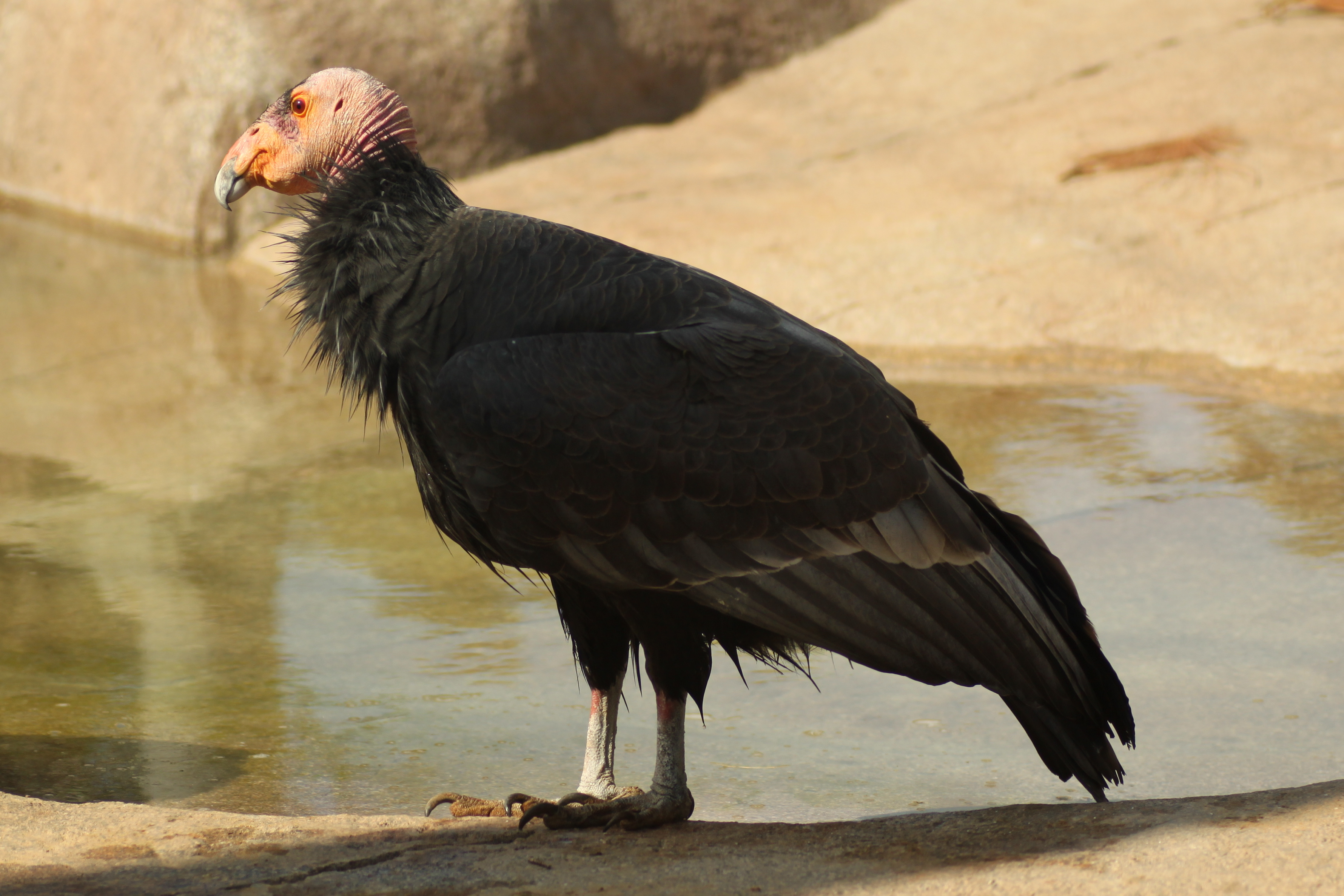
Gymnogyps californianus, cóndor californiano.

- Sarcoramphus papa - zopilote rey;[19] cóndor real; cóndor de la selva; jote real; rey zope; urubú rey, urubú real o urubú blanco.

Género  Vultur

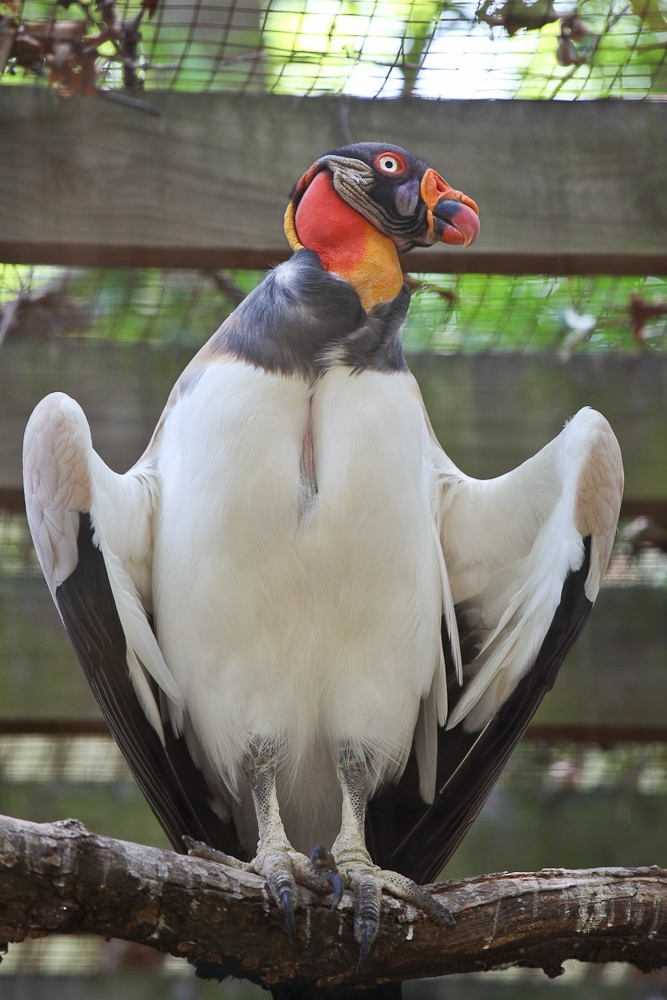
Sarcoramphus papa, zopilote rey.

- Vultur gryphus - cóndor andino o cóndor de los Andes.[19]

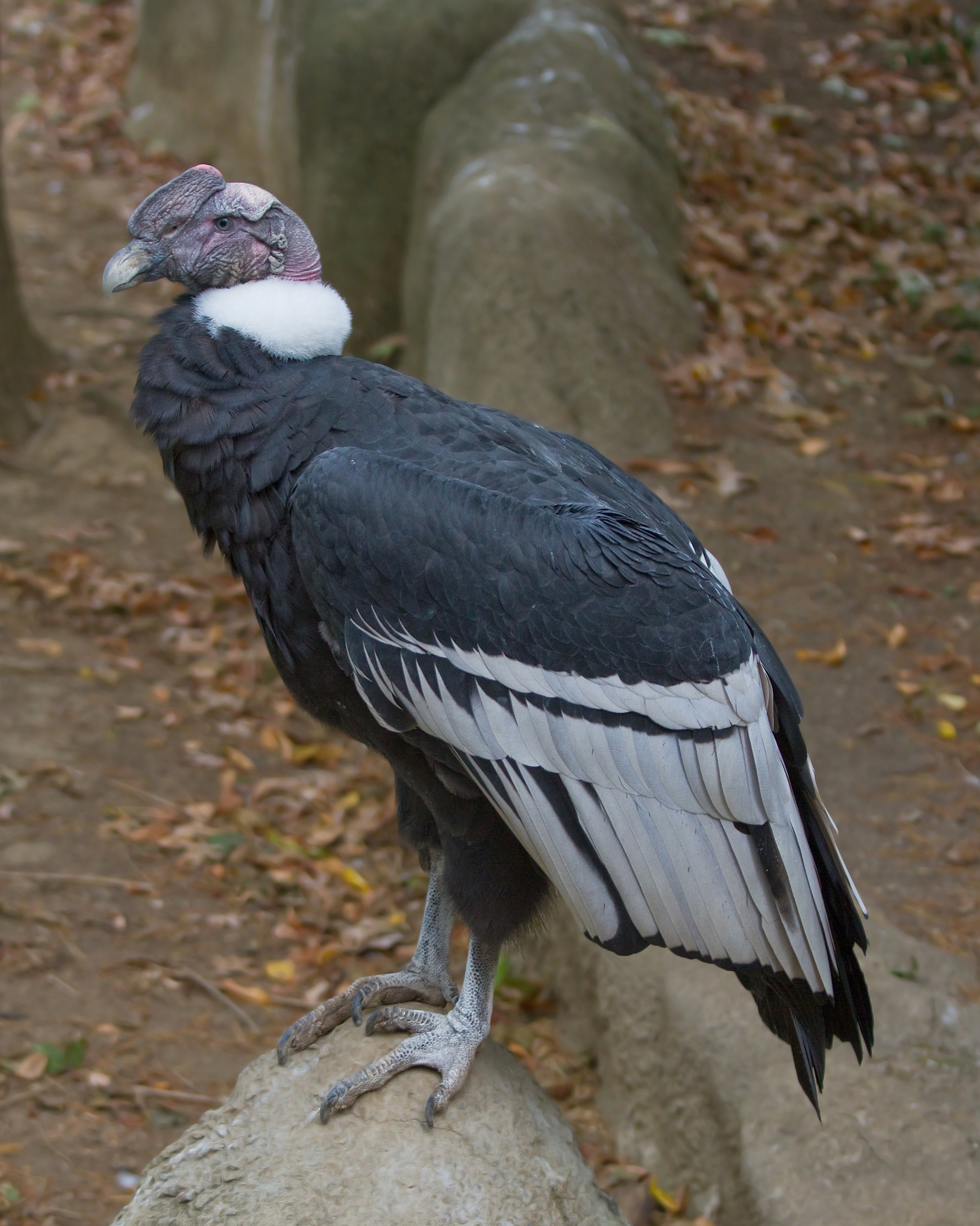
Vultur gryphus, cóndor andino.

### Géneros y especies extintas

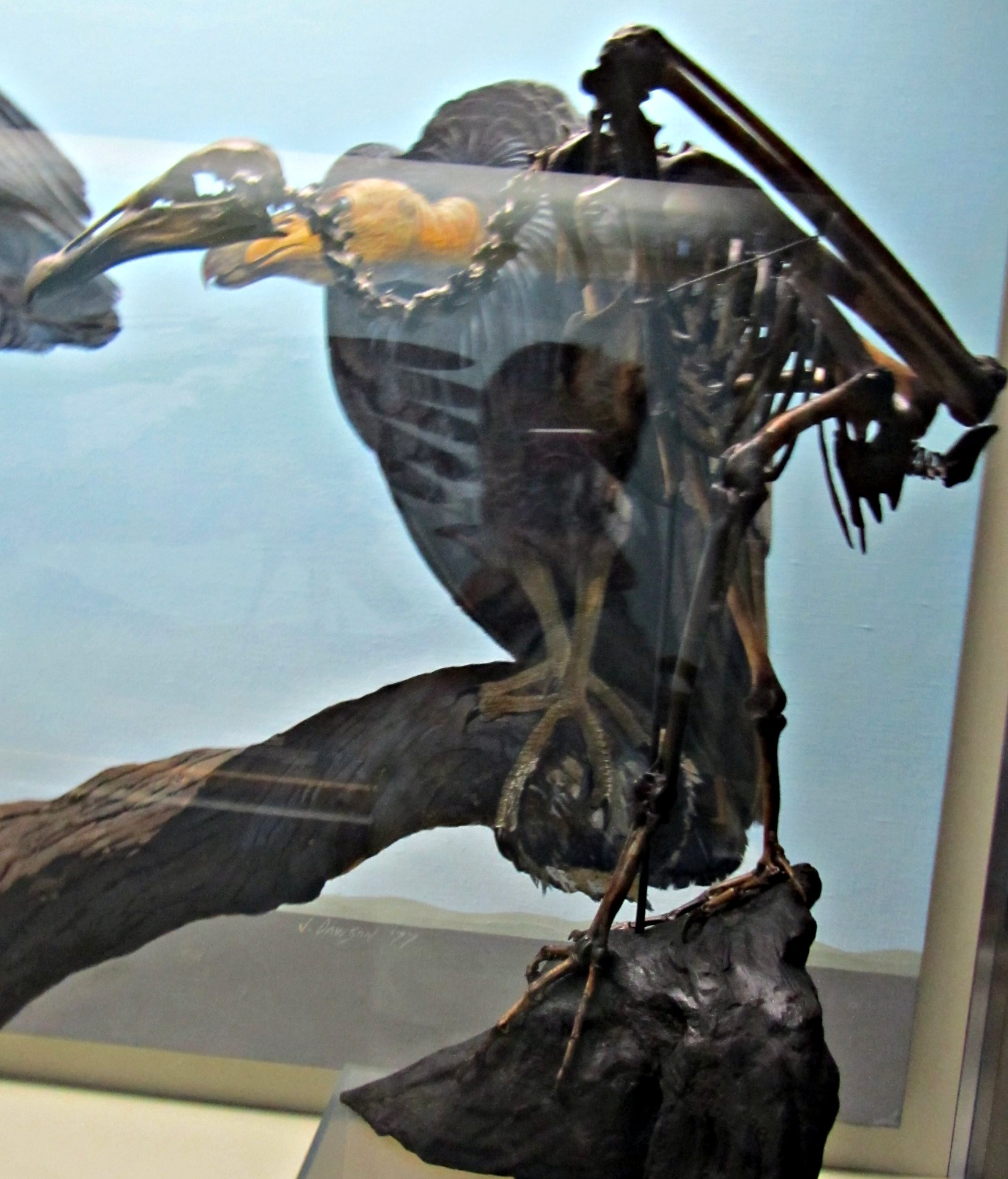
Fósil de la especie extinta Breagyps clarki.

La historia evolutiva de los Cathartidae es compleja, y varios taxones que posiblemente pueden haber pertenecido a este grupo han sido tratados en distintas ocasiones como representantes primitivos de la familia. Estas aves desaparecen inequívocamente del registro europeo ya al inicio del Neógeno.
Por los fósiles hallados es claro que los Cathartidae tuvieron una diversidad mucho más alta durante el Plioceno-Pleistoceno, rivalizando con la actual diversidad de los buitres del Viejo Mundo y sus parientes en términos de formas, tamaños y nichos ecológicos. Entre los taxones extintos se encuentran:
|                     | Descripción            | Período                                                | Lugar                          | Observación                               |
| ------------------- | ---------------------- | ------------------------------------------------------ | ------------------------------ | ----------------------------------------- |
| Diatropornis        | buitre europeo         | ¿Eoceno Superior/Oligoceno Inferior? a Oligoceno Medio | Francia                        |                                           |
| Phasmagyps          |                        | Chadroniano                                            | Colorado, Estados Unidos.      |                                           |
| Cathartidae         | gen. et sp. indet.     | Oligoceno Superior                                     | Mongolia                       |                                           |
| Brasilogyps         |                        | Oligoceno Superior – Mioceno inferior                  | Brasil                         |                                           |
| Hadrogyps           | buitre enano americano | Mioceno Medio                                          | suroeste de América del Norte  |                                           |
| Cathartidae         | gen. et sp. indet.     | Mioceno Superior / Plioceno Inferior                   | Lee Creek Mine, Estados Unidos |                                           |
| Pliogyps            | buitre miocénico       | Mioceno Superior – Plioceno Inferior                   | sur de América del Norte       |                                           |
| Perugyps            | buitre peruano         | Mioceno Superior / Pliocen Inferior                    | Pisco, sur de Perú             |                                           |
| Dryornis            | buitre argentino       | Plioceno Inferior a Superior                           | Argentina                      | puede pertenecer al género moderno Vultur |
| Cathartidae         | gen. et sp. indet.     | Plioceno Medio                                         | Argentina                      |                                           |
| Aizenogyps          | buitre suramericano    | Plioceno Superior                                      | suroeste de América del Norte  |                                           |
| Breagyps            | buitre de patas largas | Pleistoceno Superior                                   | suroeste de América del Norte  |                                           |
| Geronogyps          |                        | Pleistoceno Superior                                   | Argentina y Perú               |                                           |
| Gymnogyps varonai   |                        | Cuaternario Superior                                   | Cuba                           |                                           |
| Wingegyps cartellei | buitre amazónico       | Pleistoceno Superior                                   | Brasil                         |                                           |
| Cathartidae         | gen. et sp. indet.     |                                                        | Cuba                           |                                           |
| Vultur messii       | cóndor fósil           | Plioceno temprano                                      | Argentina                      |                                           |

## Descripción

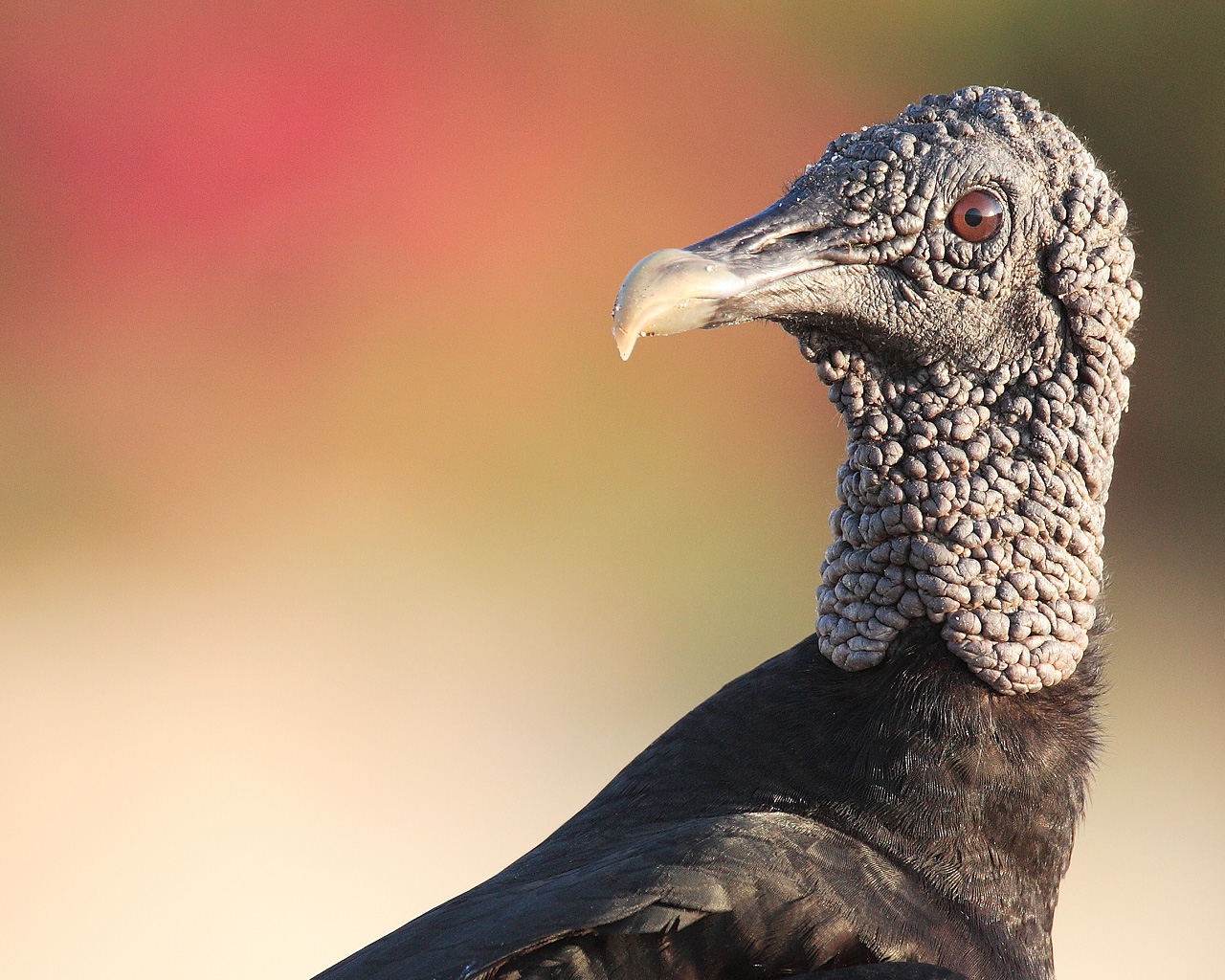
La cabeza sin plumas del buitre negro americano, Coragyps atratus brasiliensis, reduce el crecimiento bacteriano por comer carroña

Los buitres del Nuevo Mundo suelen ser grandes, y su longitud varía desde el buitre menor de cabeza amarilla, con 56-61 centímetros (22-24 pulgadas), hasta los cóndores de California y de los Andes, que pueden alcanzar los 120 centímetros (48 pulgadas) de longitud y pesar 12 o más kilogramos (26 o más libras). El plumaje es predominantemente negro o marrón, y a veces está marcado con blanco. Todas las especies tienen la cabeza y el cuello sin plumas. En algunos, esta piel es de colores brillantes, y en el buitre real se desarrolla en barbas y excrecencias de colores.
Todos los buitres del Nuevo Mundo tienen alas largas y anchas y una cola rígida, adecuada para volar. Son las mejor adaptadas para volar de todas las aves terrestres. Las patas tienen garras pero son débiles y no están adaptadas para agarrar. Los dedos delanteros son largos con pequeñas ramificaciones en sus bases. Ningún buitre del Nuevo Mundo posee siringe, el órgano vocal de las aves. Por lo tanto, la voz se limita a gruñidos y siseos poco frecuentes.
El pico es ligeramente ganchudo y es relativamente débil en comparación con los de otras aves de presa. Esto se debe a que está adaptado para desgarrar la carne débil de la carroña parcialmente podrida, en lugar de la carne fresca. Las fosas nasales son ovaladas y están situadas en una suave base o ceroma. El conducto nasal está abierto, no está dividido por un septum, por lo que al mirar desde un lado la cabeza, se puede ver a través del pico. Los ojos son prominentes y, a diferencia de los de las águilas, los halcones y los gavilanes, no están sombreados por un hueso de la ceja. Los miembros de Coragyps y Cathartes tienen una sola fila incompleta de pestañas en el párpado superior y dos filas en el párpado inferior, mientras que Gymnogyps, Vultur y Sarcoramphus carecen totalmente de pestañas.
Los buitres del Nuevo Mundo tienen el inusual hábito de la urohidrosis, o de defecar sobre sus patas para enfriarlas por refrigeración evaporativa. Como este comportamiento también está presente en las cigüeñas, es uno de los argumentos para una estrecha relación entre ambos grupos.